# Yesenia (telenovela de 1970)
Yesenia es una telenovela mexicana producida por Telesistema Mexicano bajo la realización de Valentín Pimstein, siendo exhibida por El Canal de las Estrellas en el año 1970.
Protagonizada por Fanny Cano y Jorge Lavat, junto a las actuaciones estelares de Irma Lozano, Alicia Rodríguez, Augusto Benedico, Oscar Morelli, María Douglas, Magda Guzmán, María Teresa Rivas, Raúl "Chato" Padilla y Juan Ferrara, entre otros.
Basada en una historieta original de la célebre historietista Yolanda Vargas Dulché, bajo la adaptación del guionista Guillermo de la Parra. Su dirección escénica estuvo a cargo del veterano actor y director de cine, televisión y teatro (de aquel entonces) Fernando Wagner.
La telenovela se convirtió en un gran éxito de audiencia y de crítica, influyendo enormemente en la cultura popular y siendo recordada hasta nuestros días. Muchas niñas nacidas cuando se publicó la historieta en esa época tienen el nombre de Yesenia.

## Argumento
Yesenia es una bella muchacha gitana, quien vive en una caravana con su madre Trifenia. Bardo es otro muchacho gitano quien está enamorado de ella, pero Yesenia no le corresponde. Un día en un pueblo cercano Yesenia conoce a un militar, el Capitán Oswaldo Leroux, quien admirado por su belleza trata de besarla a la fuerza, sin embargo ésta lo abofetea y le roba su porta monedas. Oswaldo decide recuperarlo y acude a la caravana acompañado de su amigo Howard, donde Yesenia finalmente se lo entrega y le lee las cartas. Estas dicen que se enamorará profundamente de una mujer y ella de él, pero habrá muchos obstáculos que tendrán que sortear para estar juntos. Yesenia y Oswaldo se siguen viendo, y después de todos los ires y venires se enamoran perdidamente.
Trifenia esconde un secreto, y decide que ha llegado el momento de decirle la verdad a Yesenia sobre su origen cuando ella y Oswaldo quieren contraer matrimonio, pero el patriarca gitano se opone pues Oswaldo no es gitano. Magenta le cuenta la verdad al patriarca: Yesenia no es gitana, pues le fue entregada por un cristiano blanco recién nacida. Finalmente el patriarca accede a que se casen, pero solo si es bajo las leyes gitanas.
Yesenia y Oswaldo son muy felices hasta que a él le encomiendan una misión. Le envía a Yesenia un mensajero con dinero y una carta explicándole que volverá por ella, pero el mensajero es asesinado en el camino y la carta nunca llega. A Oswaldo lo meten a la cárcel, y Yesenia creyendo que la abandonó, se va con su caravana y acepta la propuesta de matrimonio que le hace Bardo.
Sin embargo, Oswaldo es liberado y busca a Yesenia, pero le dicen que se ha marchado, tal vez para siempre. Oswaldo, por medio de su padrino Román conoce a Luisita, una joven adinerada pero enferma del corazón, que se enamora de él. Oswaldo le propone matrimonio sin estar enamorado. 
Luisita vive con su madre Marisela y sus abuelos Julio y Amparo. Julio y Marisela también esconden un secreto, que se relaciona con Yesenia y que será determinante para su futuro y su felicidad.

## Reparto
- Fanny Cano (+) ... Yesenia Bertier
- Jorge Lavat (+) ... Capitán Oswaldo Leroux
- María Teresa Rivas (+) ... Magenta
- Alicia Rodríguez ... Marisela Bertier
- Irma Lozano (+) ... Luisita Bertier
- Juan Ferrara ... Bardo
- María Douglas (+) ... Amparo de Bertier
- Augusto Benedico (+) ... Julio Bertier
- Magda Guzmán (+) ... Trifenia
- Luis Aragón (+) ... El Patriarca Rashay
- Miguel Manzano (+) ... Román Flaubert
- Raúl "Chato" Padilla (+) ... Piramo
- Oscar Morelli (+) ... Jack Howard
- Lupita Lara ... Orlenda
- Carlos Alonso ... Dupont
- Claudio Obregón ... Luis Flaubert
- Karina Duprez... Reyna
- Ada Carrasco ... Dorotea
- Jorge Castillo
- Carlos Becerril... André
- Jorge Mateos ... Franchel
- Carmen Cortés ... Romana
- Luciano Hernández de la Vega ... Médico/Ministro francés
- Carlos Rotzinger ... Simón
- Carlos Jordán ... Rissart

## Versiones

### Historieta
- Zorina, historieta publicada en la revista Pepín en 1942.
- Cruz Gitana, historieta publicada en la revista Pepín en 1957.
- Yesenia, historieta publicada en la revista Lágrimas, risas y amor en 1965 y relanzada en 1980.

### Televisión
- Yesenia, telenovela realizada en 1987 y protagonizada por Adela Noriega y Luis Uribe.

### Cine
- Zorina, realizada en 1949 y protagonizada por Leonora Amar y Rafael Baledón.
- Yesenia, realizada en 1971 y protagonizada por Jacqueline Andere y Jorge Lavat.

## Enlaces
- Página en Alma-latina.net

- Datos: Q6169967